# Raeren
Raeren este o comună germanofonă din regiunea Valonia din Belgia. Comuna este formată din localitățile Raeren, Hauset, Eynatten și Lichtenbusch. Suprafața totală este de 74,21 km². La 1 ianuarie 2008 comuna avea o populație totală de 10.312 locuitori. 